# Kaiyi Auto

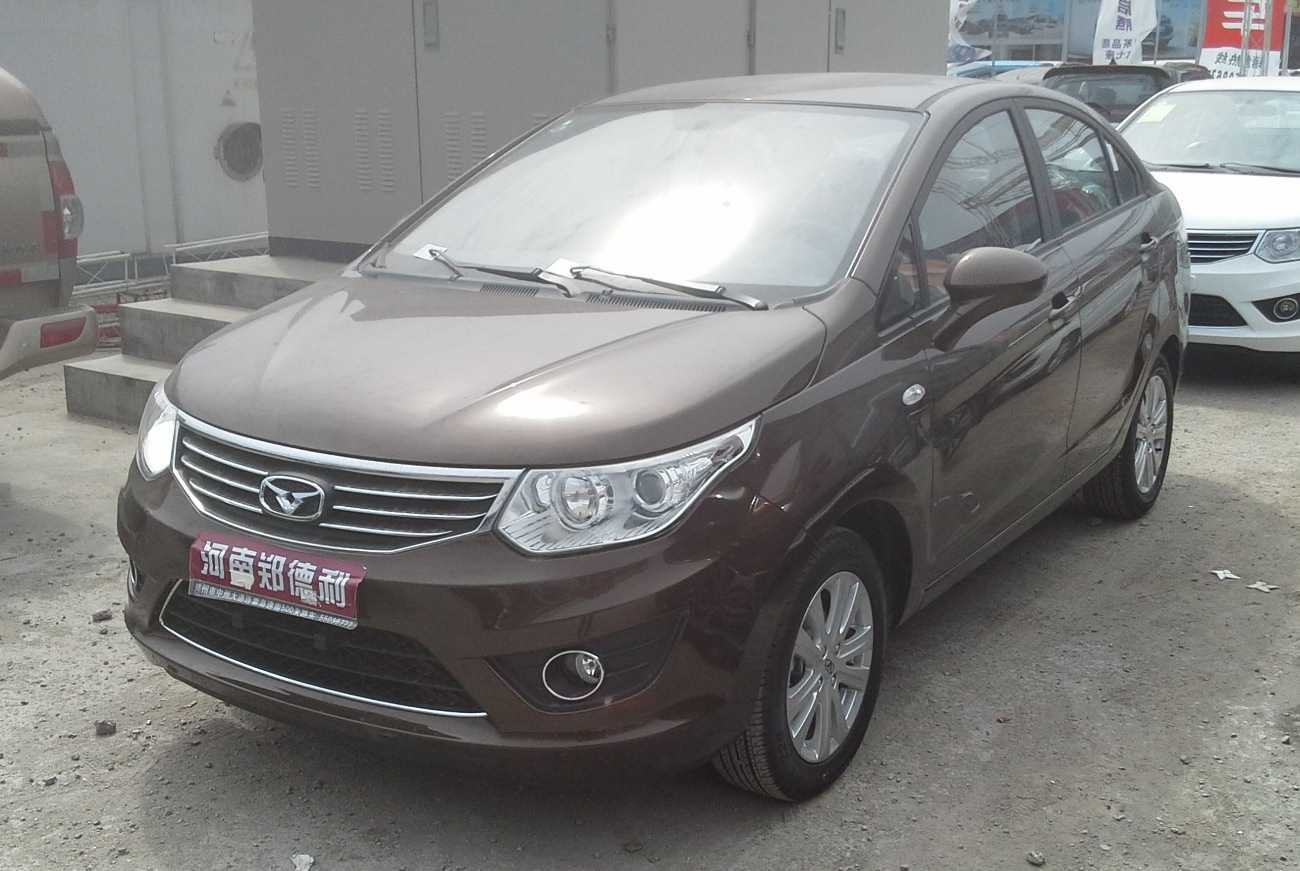
Cowin C3

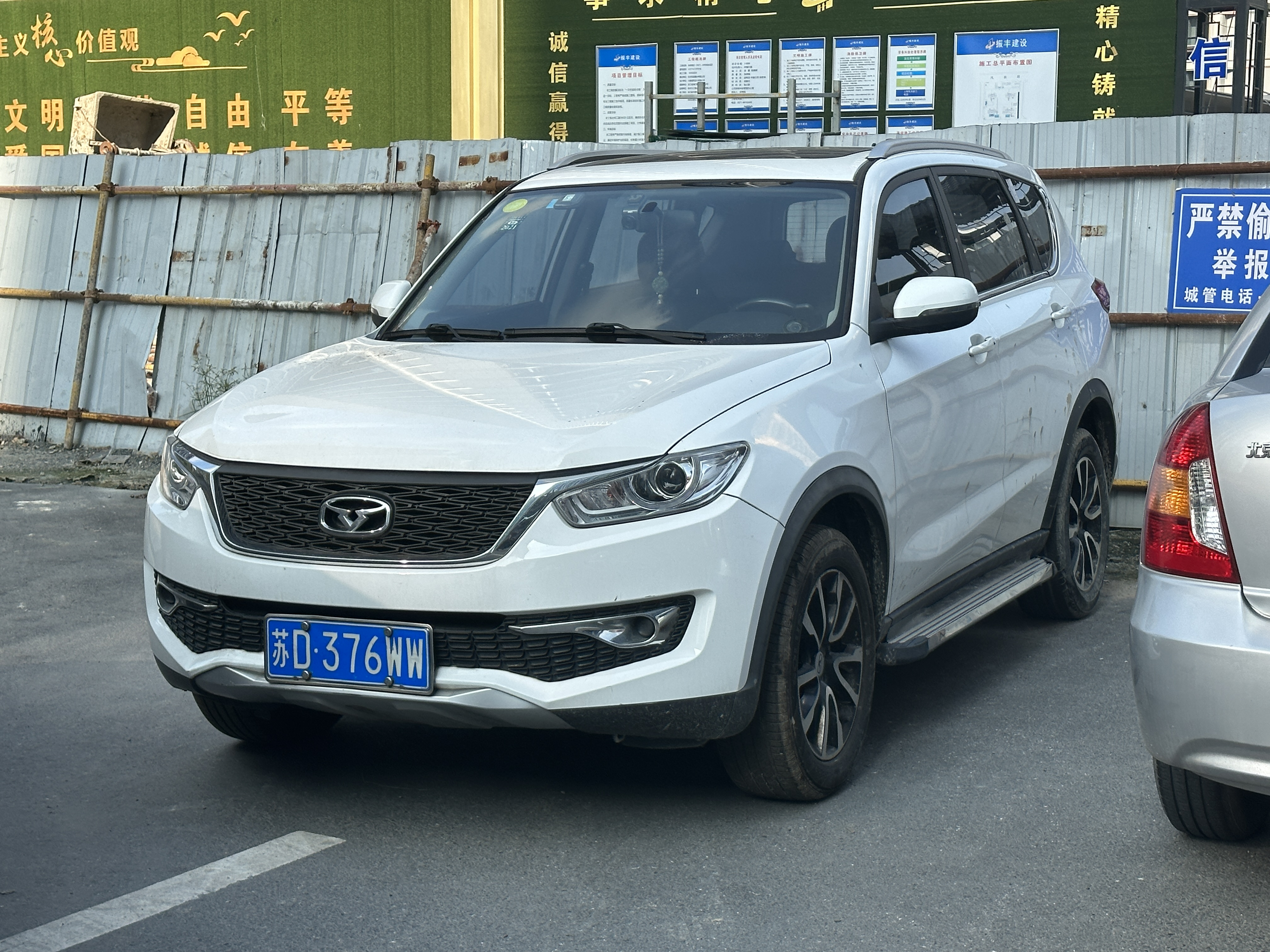
Cowin X3

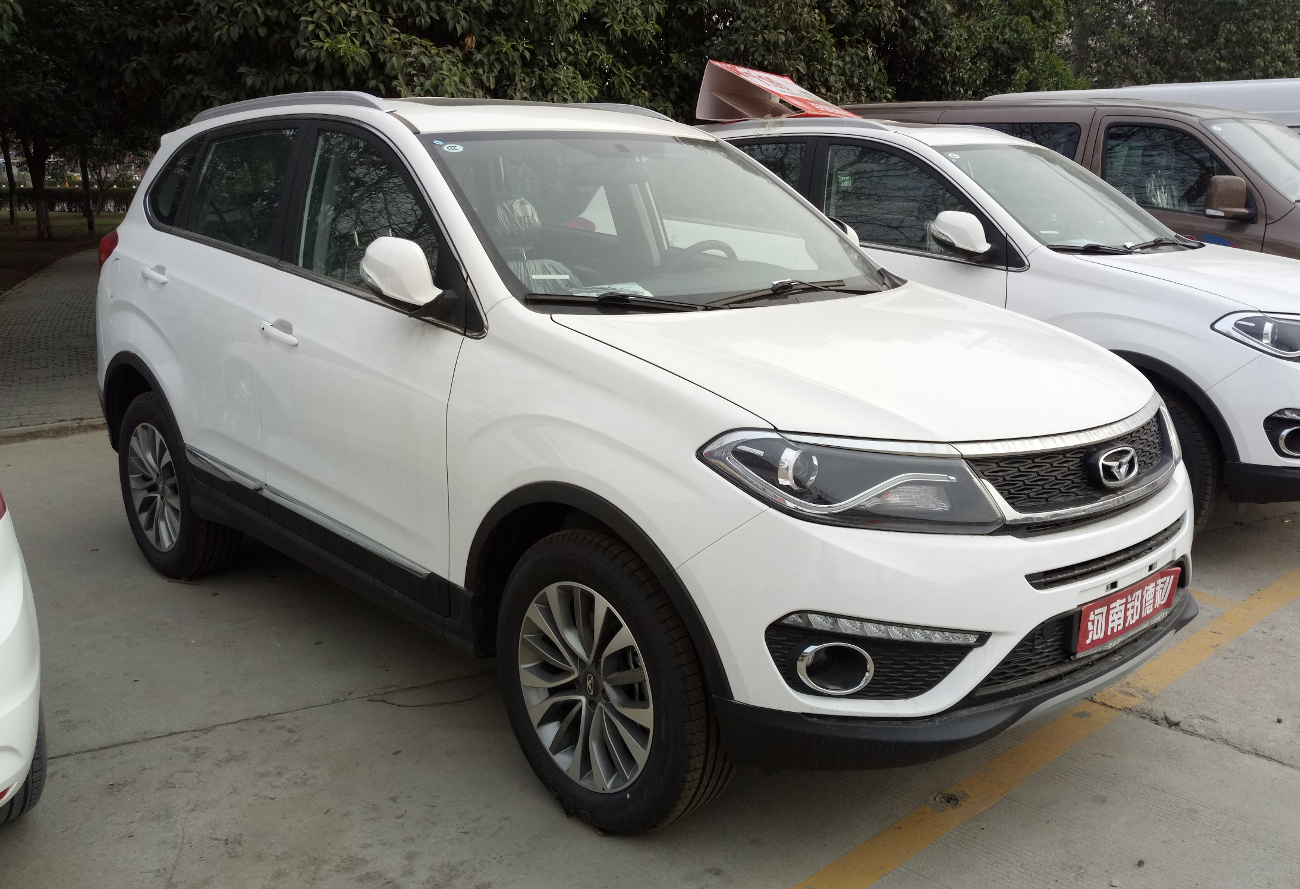
Cowin X5

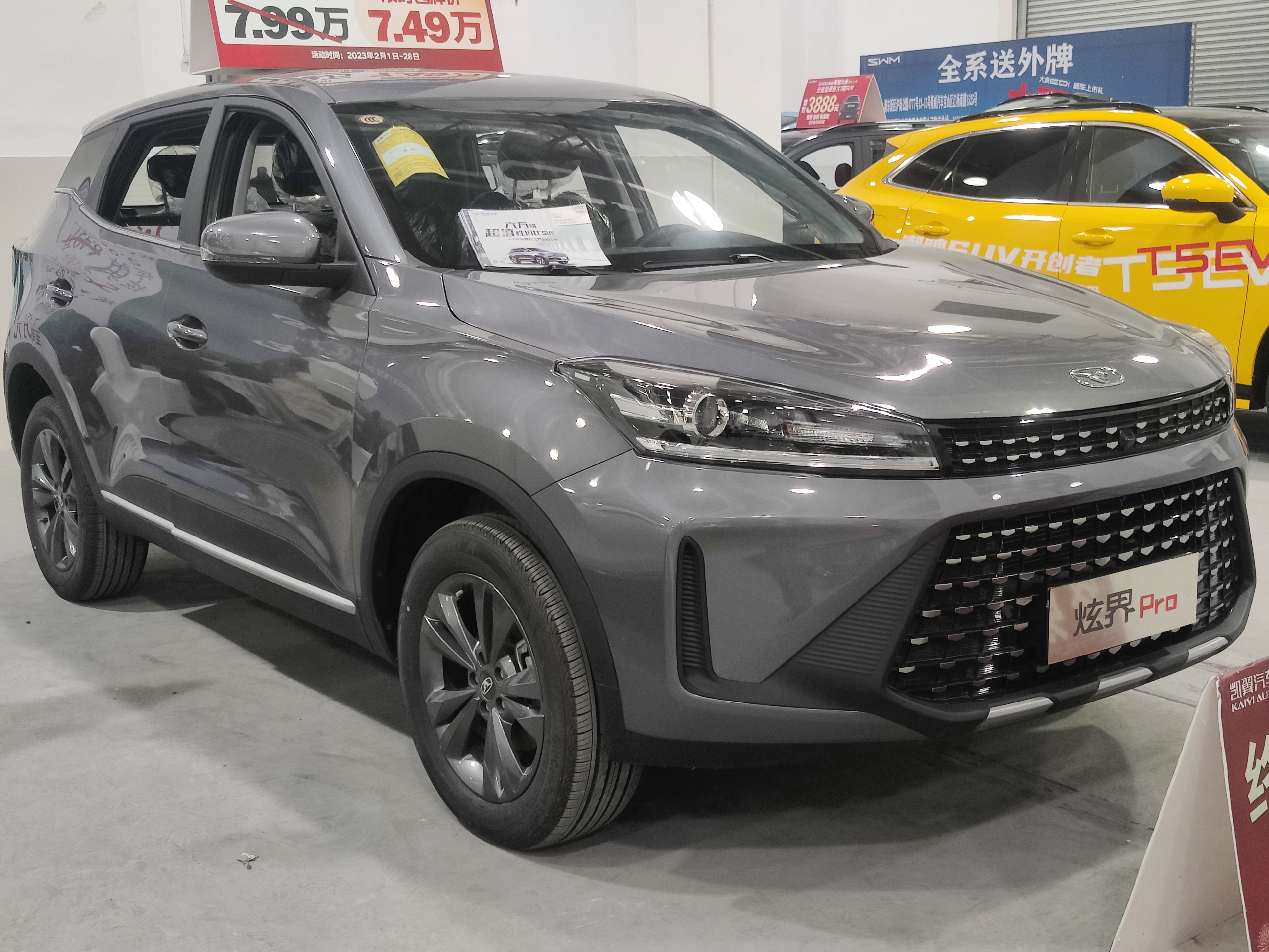
Kaiyi Showjet Pro

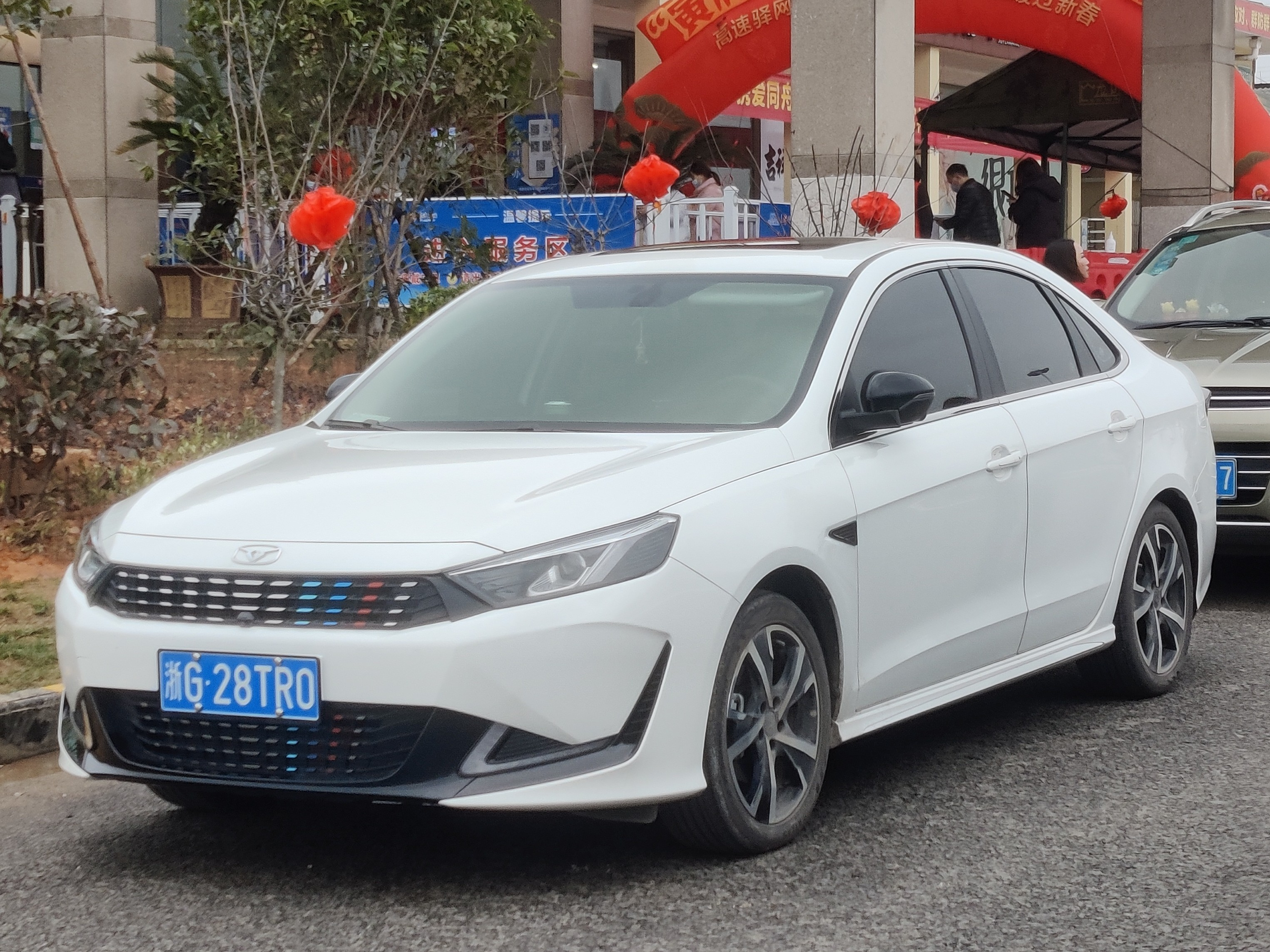
Kaiyi Xuandu

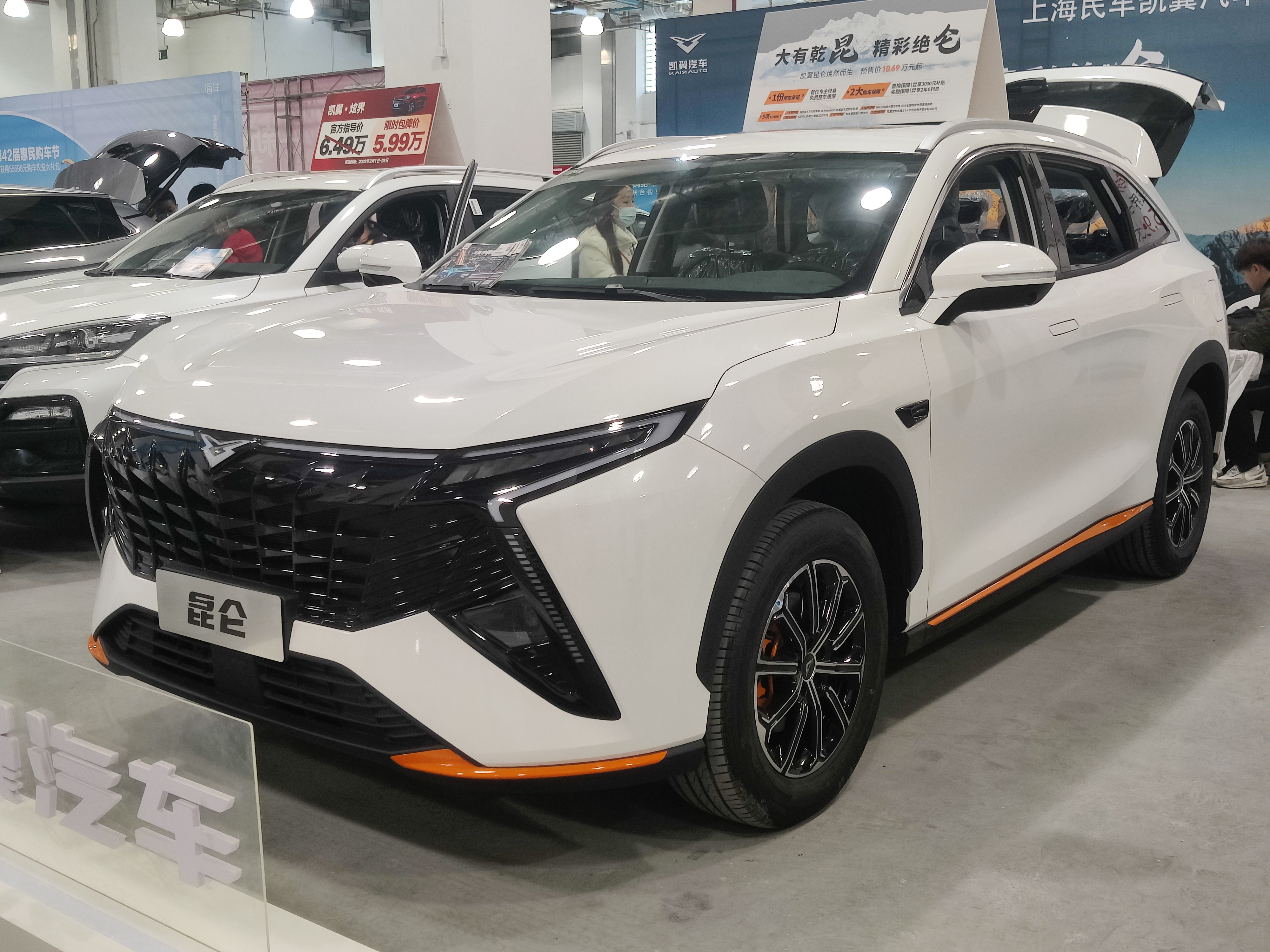
Kaiyi Kunlun

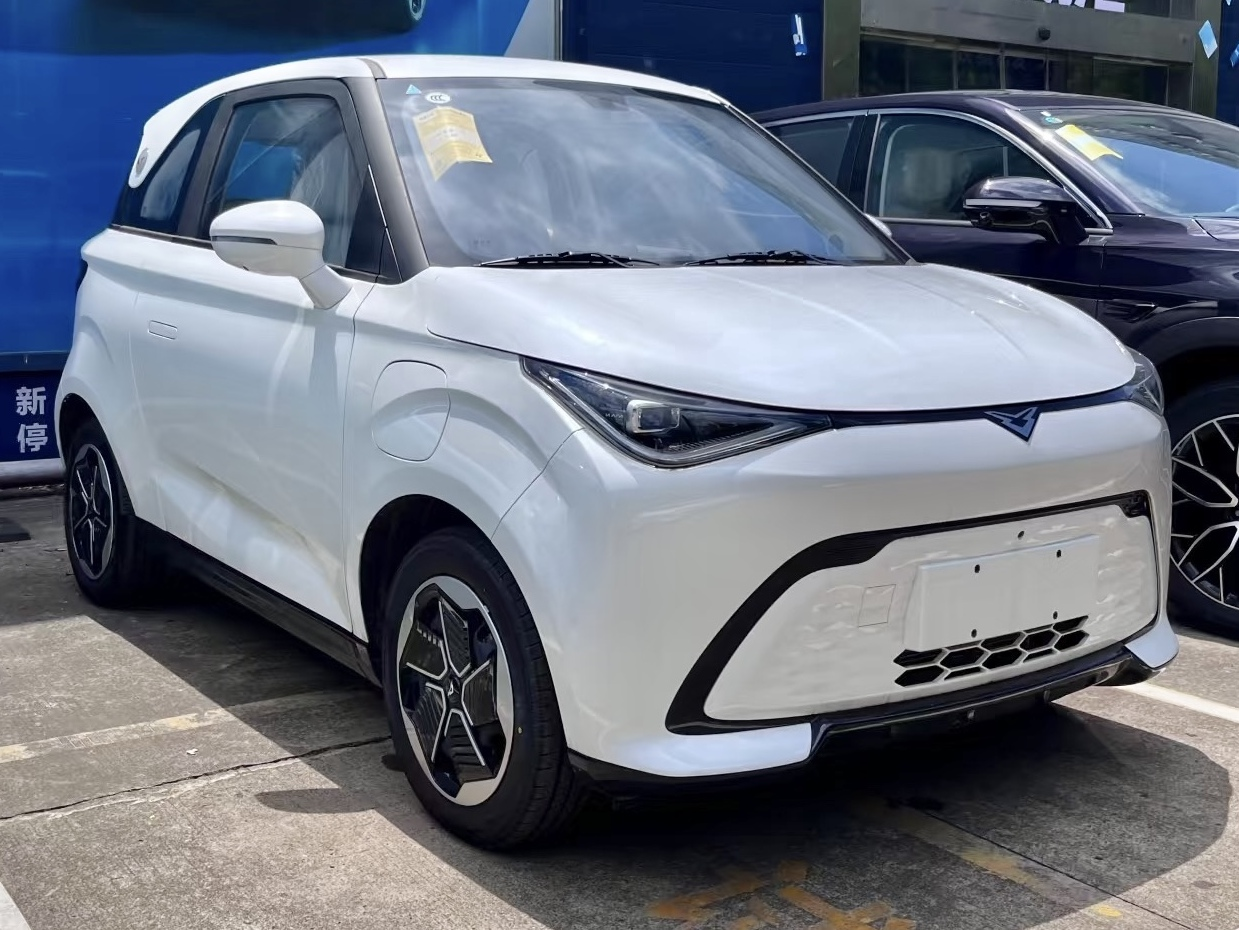
Kaiyi Shiyue

Kaiyi Auto (chiń. upr. 凯翼汽车) – chiński producent samochodów osobowych, z siedzibą w Wuhu, działający od 2014 roku. Należy do joint venture między władzami miasta Yibin i koncernem motoryzacyjnym Chery Automobile.

## Historia
Filia Cowin Auto została utworzona przez chiński koncern Chery Automobile w 2014 roku, mając na celu zagospodarowanie nowej niszy w dynamicznie rozwijającym się rynku samochodowym w Chinach. Marka docelowo została skierowana do młodych nabywców ze średniej wielkości i małych miast w tym kraju, chcąc zachęcić ich do zakupu głównie poprzez niską cenę. Pierwszym pojazdem marki Cowin został subkompaktowa rodzina pojazdów w postaci sedana C3 i hatchbacka C3R, rozpoczynając jego sprzedaż w listopadzie 2014 roku – pół roku po debiucie.
W kolejnych latach działalności Cowin Auto ofertę rozbudowywano głównie pod kątem popularnych wśród chińskich nabywców SUV-ów oraz crossoverów. Poczynając od modelu X3 w 2016 roku, rok później dołączył do niego większy X5. W 2020 roku oferta Cowina została rozbudowana o pierwszy samochód oferowany wyłącznie z elektrycznym napędem w postaci sedna E5, z kolei w tym samym czasie w celu zatrzymania spadku popularności filii do salonów sprzedaży trafił model Showjet. W 2018 roku Chery sprzedało połowę udziałów rodzimej firmie Yibin, przemianowując Cowin Auto w spółkę joint-venture z początkowo 49% pakietem akcji.

### Rebranding i restrukturyzacja
W 2018 roku, w związku z restrukturyzacją udziałów Chery, część Cowin została sprzedana miastu Yibin za pośrednictwem spółek zależnych Yibin Auto Industry Development Investment Co., Ltd. oraz Sichuan Yibin Pushi (PUSH) Group Co., Ltd., które objęły odpowiednio 50,5% i 0,5%. Chery Automobile zachowało z kolei 49% udziałów. Siedziba Cowin Auto została przeniesiona do Yibin w Syczuanie, a firma zmieniła oficjalną nazwę na Yibin Kaiyi (Cowin) Automobile Co., Ltd.  7 stycznia 2019 roku zainaugurowano nowy zakład produkcyjny w Yibin, gdzie uruchomiono produkcję modelu X5.
W lipcu 2022 Cowin Auto ogłosił rebranding, dokonując zmiany swojej nazwy na bardziej chińsko brzmiące Kaiyi Auto i zmieniając znak firmowy wraz z całą identyfikacją wizualną modeli. Firma przedstawiła serię prototypów zwiastujących zupełnie nową gamę modelową. W grudniu tego samego roku trafił do sprzedaży pierwszy nowy model firmy po przemianowaniu w postaci dużego SUV-a Kaiyi Kunlun. W styczniu 2023 Kaiyi oficjalnie rozpoczęło dystrybucję swoich samochodów w Rosji, rozpoczynając także lokalną produkcję sedana Xuandu pod nazwą Kaiyi E5 w zakładach Avtoror w Królewcu.
W październiku 2023 Kaiyi przedstawiło pierwszy produkcyjny model będący rozwinięciem rodziny prototypów z wiosny tego samego roku. Studium niewielkiego elektrycznego hatchbacka i-EA 01 wyewoluowało w model Kaiyi Shiyue.

## Modele samochodów

### Obecnie produkowane

#### Samochody osobowe
- Shiyue
- Xuandu

#### Crossovery i SUV-y
- X3
- Showjet
- Showjet Pro
- Kunlun

### Historyczne
- Cowin C3 (2014–2017)
- Cowin C3R (2014–2017)
- Cowin C3R EV (2016–2017)
- Cowin V3 (2016–2018)
- Cowin E3 (2017–2018)
- Cowin X5 (2017–2020)
- Cowin E5 (2020)
- Cowin Showjet Pro EV (2021)

### Studyjne
- Kaiyi i-FA 01 (2022)
- Kaiyi i-XA 01 (2022)
- Kaiyi i-EA 01 (2022)
- Kaiyi i-EA 02 (2022)